# Port-Mort
Port-Mort ist eine französische Gemeinde mit 891 Einwohnern (Stand: 1. Januar 2022) im Département Eure in der Region Normandie. Sie gehört zum Arrondissement Les Andelys und zum Kanton Les Andelys. Die Einwohner werden Pormortais genannt.

## Geographie
Port-Mort liegt etwa 50 Kilometer südöstlich von Rouen an der Seine.
Nachbargemeinden von Port-Mort sind Bouafles im Norden, Hennezis im Nordosten, Notre-Dame-d’Isle im Süden und Osten, Saint-Pierre-la-Garenne im Süden und Südwesten, Gaillon im Westen sowie Courcelles-sur-Seine im Nordwesten.

## Bevölkerungsentwicklung
| Jahr                      | 1962 | 1968 | 1975 | 1982 | 1990 | 1999 | 2006 | 2013 |
| Einwohner                 | 441  | 431  | 563  | 672  | 839  | 820  | 1008 | 937  |
| Quelle: Cassini und INSEE |      |      |      |      |      |      |      |      |

## Sehenswürdigkeiten
- Menhir Gravier de Gargantua (Port-Mort) seit 1923 Monument historique
- Kirche Saint-Pierre
- Burg (Château-Neuf)
- Schloss aus dem 17./18. Jahrhundert
- Grabesdenkmal des Heiligen Ethbin

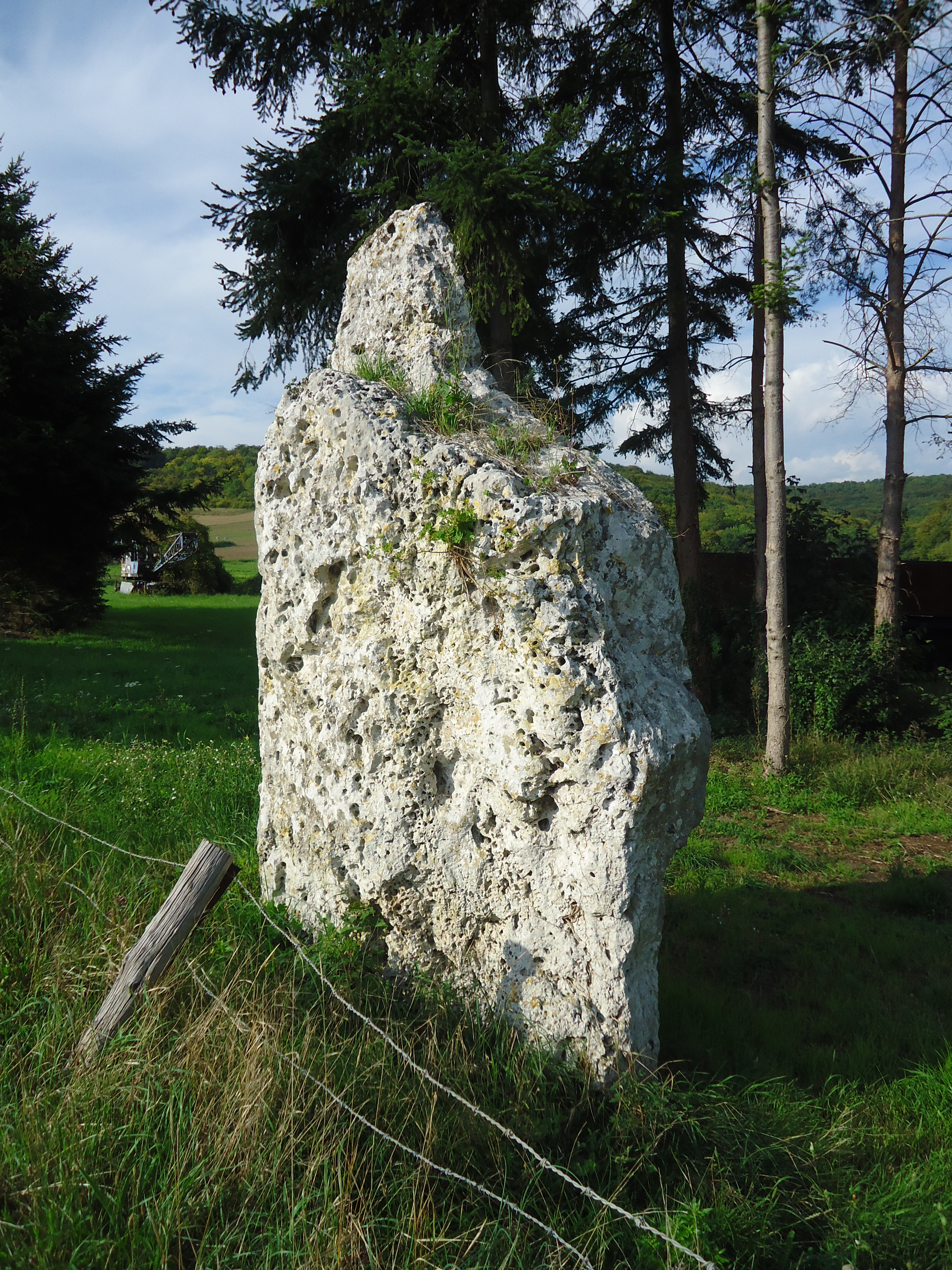
Menhir von Port-Mort
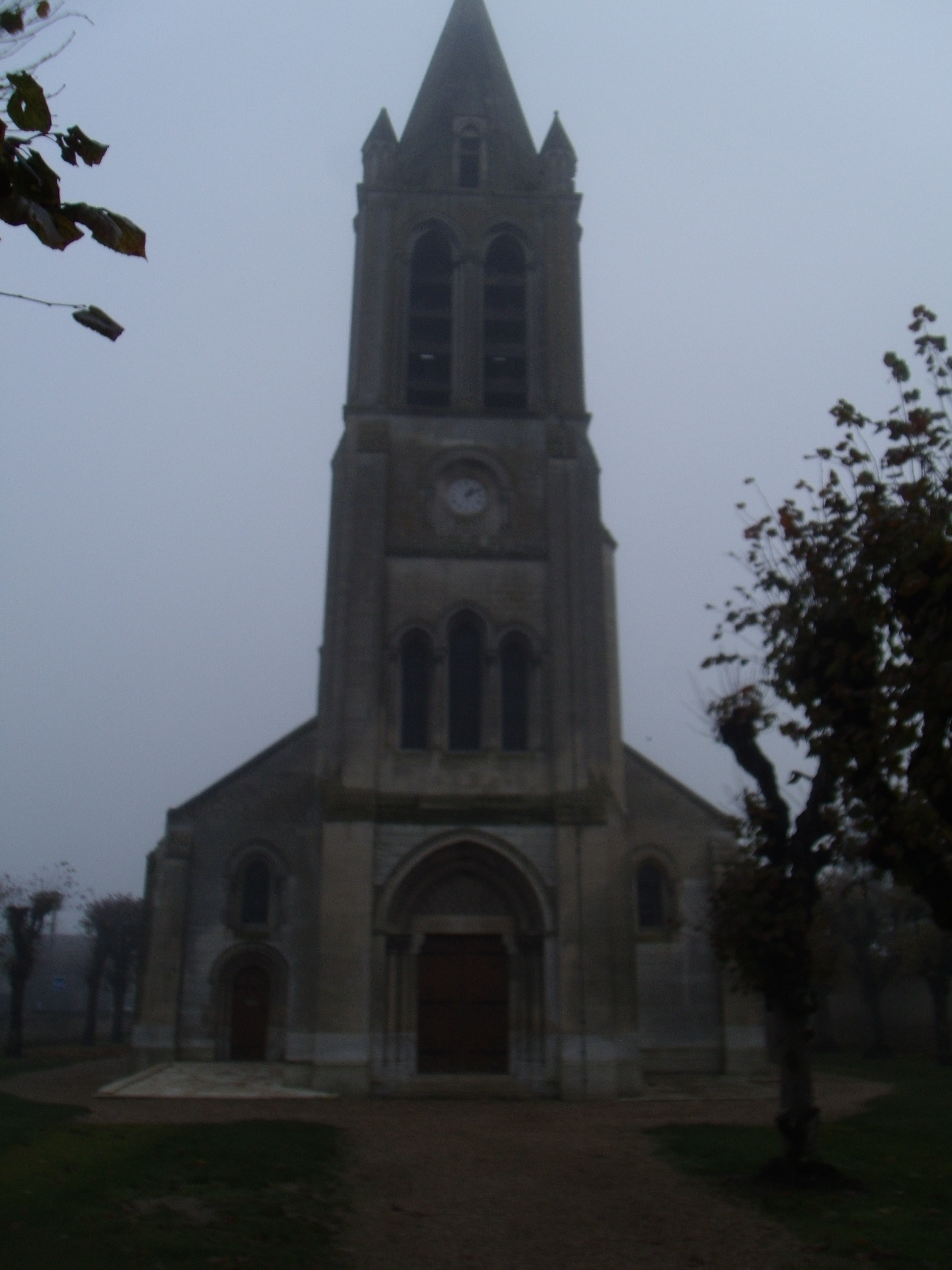
Kirche Saint-Pierre
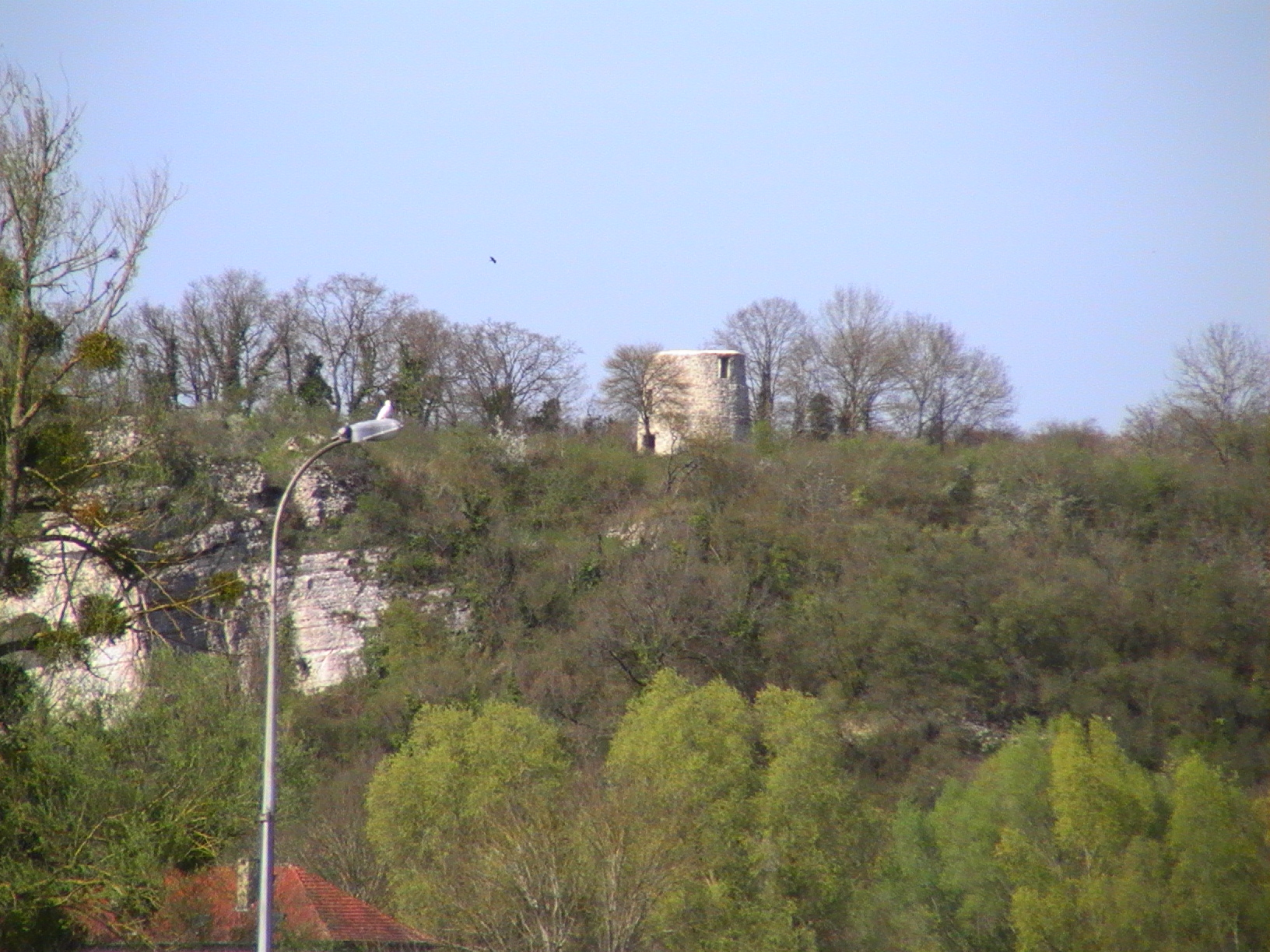
Burg
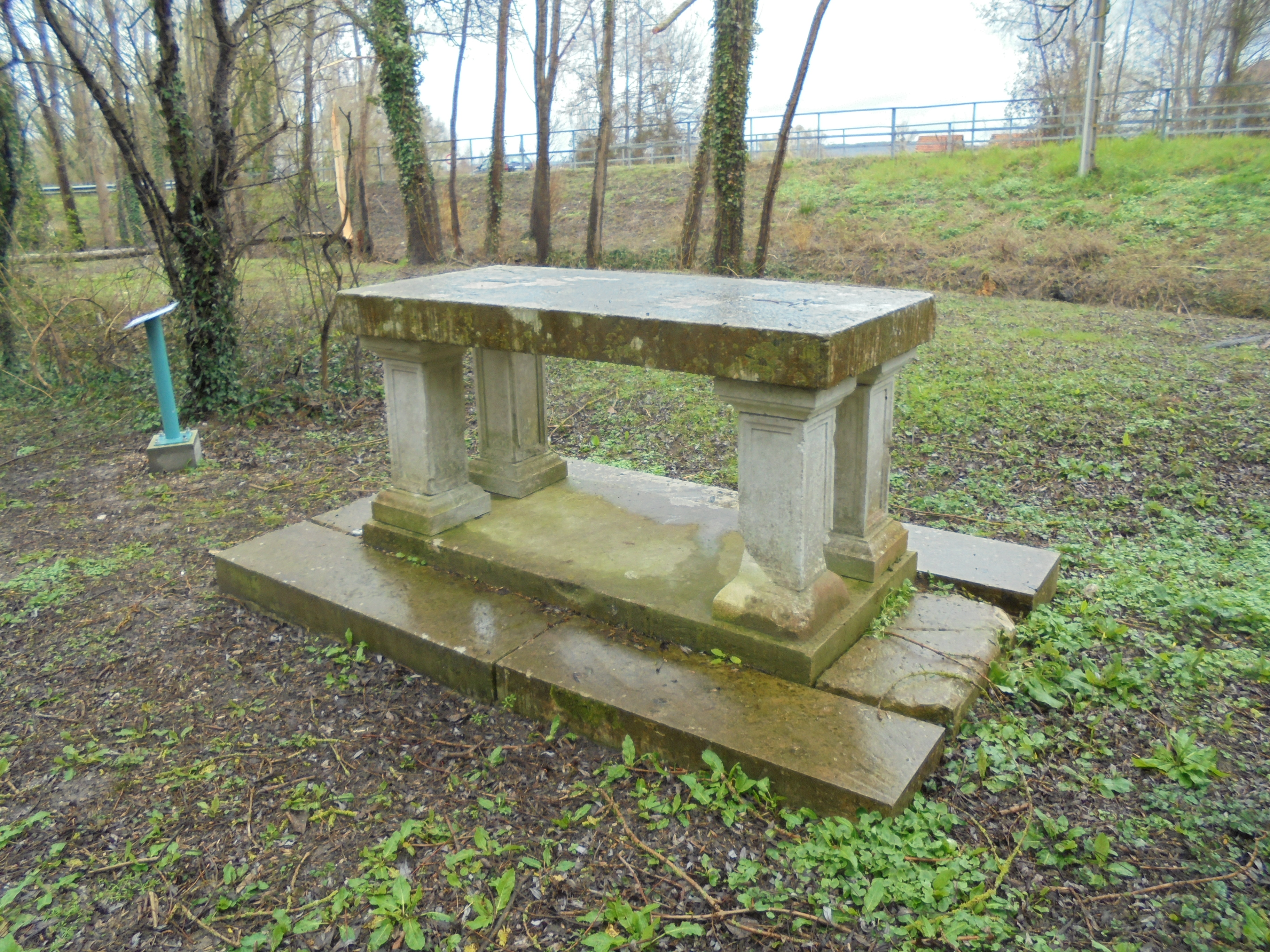
Grabesdenkmal des Heiligen Ethbin